# Qaboun
Qaboun (tiếng Ả Rập: القابون, đôi khi đánh vần Al-Kaboun hoặc al-Qaboun) là một đô thị và khu phố ở Damascus, Syria, nằm cách 6 kilômét (3,7 mi)  về phía đông bắc của trung tâm thành phố, về phía bắc của quận Jobar. Trong cuộc điều tra dân số năm 2004, nó có dân số 89.974. Kể từ khi bắt đầu cuộc nội chiến ở Syria, nó chủ yếu được kiểm soát bởi phiến quân, nhưng đã bị đình chiến với chính phủ kể từ năm 2014. Tình hình đã được mô tả như là một "cuộc bao vây". Vào ngày 17 tháng 4 năm 2015, phiến quân (Jaysh al-Hồi giáo và Lữ đoàn đầu tiên của Quân đội Syria Tự do) đã phát động một chiến dịch quân sự nhằm trục xuất Nhà nước Hồi giáo ở Iraq và Levant khỏi các khu phố Barzeh, Qaboun và Tishrin, kết thúc thành công 3 ngày sau đó.

## Huyện
- Al-Masaneh '(pop. 3,419)
- Qaboun (pop 33.327)
- Tishrin (pop. 53.228)